# Release the Fury
Release the Fury è il primo EP dei Dagoba.

## Tracce
1. Rush – 4:54
2. Agression Comes Back to You – 4:30
3. Something Stronger – 6:22
4. Time 2 Go – 4:54
5. My Army – 2:28
6. Gods Forgot Me – 20:46